# Denison Range
Die Denison Range ist ein Gebirge im Südwesten des australischen Bundesstaates Tasmanien. Die Gebirgskette ist ein Teil der Great Dividing Range und befindet sich im Ostteil des Franklin-Gordon-Wild-Rivers-Nationalparks, nordöstlich des Lake Gordon.

## Wichtige Berge
Höchste Erhebung ist der im Südteil gelegene Great Dome, 1232 m hoch. Weiter nördlich befindet sich der Reeds Peak mit 1166 m Höhe.

## Flüsse und Seen
Der Oberlauf des Gordon River fließt an der Ostflanke des Gebirges entlang, der Pokana River.und der Reeds Creek an seiner Westflanke. In der Nähe des Gebirgskamms finden sich zahlreiche kleine Gletscherseen, z. B. der Lake Murray, der Lake Rhona, der Crooked Lake, der Lake Wurawina, der Hanging Lake, der Lake Malana und der Lake Wugata.